# Texto instructivo
Los  textos instructivos tienen como propósito dirigir las acciones del lector. Muestran pasos a seguir, materiales y como lo dice su propio nombre: instruyen en alguna actividad. Generalmente se aplican para resolver problemas de la vida cotidiana, por ejemplo: cómo utilizar un televisor, armar un juguete, cocinar algún alimento,  instalar una aplicación en algún dispositivo,  pintar un cuarto, dibujar, bordar, etc. 
El texto instructivo suele describir la lista de elementos necesarios para realizar la tarea correcta y por supuesto los pasos a seguir en el procedimiento. Algunos Ejemplos muy comunes son:las recetas de cocina, cómo usar un determinado producto (una lámpara, por ejemplo), las guías de tejido de ropa con determinadas técnicas, los manuales de construcción de muebles por piezas.

## Función
Los textos instructivos tienen como función orientar los procedimientos en forma detallada, clara y precisa para realizar algún objeto como por ejemplo, platillo gastronómico, ruta turística, etc.

## Estructura
La estructura de este tipo de textos es la siguiente:
- Título del texto
- Breve introducción de la actividad a realizar.
- Materiales o ingredientes a usar.
- Procedimiento o preparación (en caso de ser una receta): indica la forma de realizar alguna actividad de manera clara y específica.
- Imagen (opcional, pero no menos importante): Es recomendable agregar una imagen, para mejorar la experiencia del lector; aunque muchos prefieren no hacerlo.